# Клуб дружби (Японська імперія)
Клуб Кою (яп. 公友倶楽部, досл. «Клуб дружби») — другорядна японська політична партія що діяла в Японській імперії на початку двадцятого століття.

## Історія
Японська політична партія «Клуб дружби» була створена напередодні загальних виборів в Японській імперії які відбулися у березні 1915 року яку «Окума Коенкай», група випускників університету Васеда, вступила у боротьбу за призначення прем'єр-міністром Японської імперії пана Окума Сіґенобу. По результатах виборів «Клуб дружби» отримав дванадцять місць і увійшов до палати представників парламенту Японської імперії, після чого вони стала «Група незалежних», до якої приєдналися ще 45 членів японського парламенту.
У листопаді 1915 року японська політична партія «Клуб дружби» була перейменована в «Клуб Kōyū», на той час вона налічувала 56 членів парламенту Японської імперії. В майбутньому він брав участь у переговорах щодо створення японської політичної партії «Кенсейкай» у вересні 1916 року, хоча лише близько половини членів клубу «Клубу Kōyū» приєдналося до нової партії. «Клуб Kōyū» продовжував існувати до грудня того ж року, після чого він об'єднався з групою незалежних депутатів і створив «Асоціація справедливості».